# Angelo Scandurra
Angelo Scandurra (Aci Sant'Antonio, 19 agosto 1948 – Valverde, 7 gennaio 2021) è stato un poeta e scrittore italiano.
Interprete dell'impegno intellettuale non fine a sé stesso, ma come compito militante socio-politico-culturale, accolto sempre con interesse dalla critica e dal pubblico, era considerato una delle voci più significative e singolari nell'ambito culturale contemporaneo. Luca Canali lo definì "un San Francesco della poesia assolutamente e aspramente laica". 

## Biografia
Angelo Scandurra nacque ad Aci Sant'Antonio il 19 agosto del 1948. Sin da giovane mostrò una particolare predisposizione per la cultura, organizzando e curando vari eventi artistici e sociali, fra i quali il Premio per la Vita e l'Estateteatromusica, coinvolgendo protagonisti di caratura internazionale, tanto da far connotare Valverde di Catania (suo luogo di residenza), come "Il paese della cultura".
Nel 1977 si laureò in lettere moderne a Catania. Nel 1985, con la collaborazione di alcuni amici intellettuali, fondò la rivista Il Girasole. Mensile di cultura. Nel 1986 creò Il Girasole Edizioni e nel 2012 le Edizioni Le Farfalle che annoverano la pubblicazione di oltre cento libri di poesia, narrativa, saggistica e arte, firmati da importanti autori italiani e stranieri.
Contestualmente all'operosità di poeta, scrittore e critico, affiancò quella di editore e promulgatore culturale (aveva fondato già negli anni 70 - 80 il Gruppo Teatro Nuovo). Tra le sue opere, edite anche in Svezia, negli Stati Uniti e in Spagna, ricordiamo: Fuori dalle mura (1983, finalista al Premio Viareggio), L'impossibile confine (1989, vincitore del Premio Cilento-Pinto e finalista al Premio Viareggio-Rèpaci), Trigonometria di ragni (1993), Appunti per un colloquio forzato (2000, da cui è stato tratto il testo teatrale Per un colloquio forzato), Criteri di fuga (1998), Il bersaglio e il silenzio (2003) e Quadreria dei poeti passanti (2009). Collaborò a quotidiani e riviste.
Dal 1994 al 2003 fu sindaco di Valverde. Dal 2003 al 2009 fu direttore artistico della sezione Arte di "Etnafest", rassegna internazionale di arte, cinema e musica.
Angelo Scandurra è morto nel 2021 per un problema cardiaco.

## Premi
Ottenne molteplici riconoscimenti, fra cui:
- nel 1990, in seno alla XII edizione del Premio Letterario "Città di Leonforte", gli venne conferito, insieme a Leonardo Sciascia (alla memoria), il premio speciale per essersi distinto nella lotta per il rinnovamento di una Sicilia alternativa.;
- nel 2006, il premio "Aci e Galatea" per la cultura;
- Nel 2015, XXIX edizione del Premio letterario internazionale " Nino Martoglio", il premio "Editoria" per Il Girasole Edizioni - Le Farfalle;
- nel 2019, in seno alle manifestazioni per Matera Capitale della Cultura europea, alcuni suoi testi, insieme a quelli di Omero,Milton, Keats e Cvetaeva, dedicati alla figura di Demetra, furono inseriti in una composizione musicale del maestro Sergio Lanza;
- nel 2020, nella 17ª Edizione del Premio nazionale Elio Vittorini, gli venne attribuito il 1º Premio Arnaldo Lombardi per l'Editoria Indipendente per la casa editrice "Edizioni Le Farfalle".

## Opere
- Bagliori, ISCRE, 1971. prefazione di Santi Correnti
- Mandorle amare, Todariana Editrice, Milano, 1973
- 6 frammenti, ISCRE, Catania, 1973
- Urlo di gabbiani, Biancamartina, Udine-Firenze, 1973, introduzione di Carmelo Musumarra
- Valverde. Un Comune dalla leggenda alla storia, ISCRE, Catania, 1977, prefazione di Santi Correnti
- Evoluzioni di una metamorfosi, Cavallotto, Catania, 1978, prefazione di Domenico Danzuso, risvolto di Giuseppe Russo
- Proposta per incorniciare il vuoto, Sciascia, Caltanissetta-Roma, 1979, risvolto di Giovanni Occhipinti
- Fuori dalle mura, Sciascia, Caltanissetta-Roma, 1983, prefazione di Mario Luzi, risvolto di Francesco Battiato
- L'impossibile confine, Manni, Lecce, 1989, prefazione di Luca Canali
- La farfalla. EH edizione Heracle, Marconia (Mt), 1989, con una acquaforte acquarellata a mano di Mario Marconato
- Vivere la parola. Protagonisti allo specchio, Bonanno, Acireale (CT), 1989, ISBN 88-7796-012-4, prefazione di Carlo Muscetta, risvolto di Francesco Battiato
- DONNA/FIORE, Arte Club, Catania, 1990, con una acquaforte-acquatinta di Giacomo Porzano
- Per Teresa, Il Girasole Edizioni, Valverde (CT), 1990, con una serigrafia a colori di Sebastiano Milluzzo
- L'Etna nei pressi, poesia di Angelo Scandurra - Giochi di lava, creazione di Alberto Casiraghi, Edizioni Pulcinoelefante, Osnago (LC), 1991
- Trigonometria di ragni, All'Insegna del Pesce d'Oro, Scheiwiller, Milano, 1993, ISBN 88-444-1213-6, prefazione di Manlio Sgalambro
- Anteckningar kring kungens död och andra dikter. Appunti per una morte di re ed altre poesie, Symposion, Stoccolma (Svezia), 1993, a cura di Ingamaj Beck, nota di Mario Luzi.
- Nidi, Il Girasole Edizioni, Valverde (CT),1994,con una serigrafia a colori di Piero Corpaci
- Sbagliare per sbagliare, Bandecchi & Vivaldi Editori, Pontedera,1995, con una incisione di Lanfranco Lanari
- The hot-tempered musician and other poems. L'iracondo musicista e altre poesie, Georgetown, Washington (Stati Uniti), 1996, a cura di Roberto Severino, risvolto di Anthony Hech
- Più delle parole, Edizioni EOS, Roma, 1996, con una incisione di Lorenzo Bruno
- Angor, Valverdina, Valverde (CT), 1997
- Criteri di fuga, Passigli, Firenze, (prima edizione 1998 - seconda edizione ottobre 1999), ISBN 88-368-0525-6, prefazione di Marisa Bulgheroni, risvolto di Carlo Muscetta
- Tra il disperato e sublime, I Quaderni Del Circolo Degli Artisti, Faenza,1999, sculture di Sandro Lorenzini, testi poetici di Vasco Rossi e Angelo Scandurra - testo critico Enzo Biffi Gentili
- Appunti per un colloquio forzato, La Vita Felice, Milano, (prima edizione dicembre 2000 - seconda edizione marzo 2001), prefazione di Gesualdo Bufalino
- Per Vanni Scheiwiller, Edizioni Pulcinoelefante, Osnago (LC), 2000, astrazione di Alberto Casiraghy
- Il piccolo nido, Edizioni Felceti, Roma, 2000, con una acquaforte-acquatinta di Nino Cordio
- Per un colloquio forzato, Piccolo Teatro Catania, 2002
- Una poesia, Edizioni Pulcinoelefante, Osnago (LC), 2003, con un disegno di Afro Somenzari
- Il bersaglio e il silenzio, Passigli, Firenze, 2003, ISBN 88-368-0814-X, prefazione di Roberto Roversi, risvolto di Alda Merini
- Il Barbiere, Franco Sciardelli, Milano, 2004, con una incisione di Bruno Caruso
- Penombra, Associazione Culturale Convivium, Sant'Alberto di Ravenna, 2007, con una incisione di Lorenzo Bruno
- Quadreria dei poeti passanti, Bompiani, Milano, (prima edizione settembre 2009 - seconda edizione novembre 2009), ISBN 978-88-452-6328-6, risvolto di Manlio Sgalambro
- El hondon de los espejos y otros poemas. L'avvallamento degli specchi e altre poesie, Bienza, Siviglia (Spagna), 2009, a cura di Miguel Ángel Cuevas
- 27 Aprile 2009  giorno dell'abbandono, L'Aquila, 2014, con una incisione di Lorenzo Bruno
- Titoli senza valore, Incontri, Catania, 2014, risvolto di Manlio Santanelli
- Franco Corradini-Angelo Scandurra, Fabulæ, Le Farfalle, Valverde (CT), 2014, risvolto di Aldo Gerbino
- Profughi del sole, Edizioni Dell'Angelo, Palermo, 2014, traduzione inglese di Roberto Severino, traduzione spagnola di Miguel Ángel Cuevas, con una incisione di Sandro Bracchitta
- Paroli ccu me matri, Edizioni Dell'Angelo, Palermo, 2019, prefazione di Senzio Mazza, con incisioni di Vincenzo Piazza
- Una poesia, con un’incisione di Sandro Bracchitta, I Marenghi n. 6, Officina del giorno dopo, Monte Sant’Angelo, 2021

### Collaborazioni
- Storia dell'arte italiana in poesia, Sansoni, Firenze, 1990, a cura di Plinio Perilli, con due poesie di Angelo Scandurra
- Nino Savarese, Congedi, Lombardi, Milano, 1990, prefazione di Angelo Scandurra
- Carmelo Nicosia, Sulle onde del tempo. U pisci a mari ad Acitrezza, Le Nove Muse, Catania, 1997, interventi di Carlo Muscetta - Angelo Scandurra
- Sandro Lorenzini. Tra il disperato e il sublime, I Quaderni del Circolo degli Artisti, Faenza (RA), testi poetici di Vasco Rossi - Angelo Scandurra, testo critico di Enzo Biffi Gentili
- Voci del Mediterraneo. Festival internazionale di poesia. Catania 19-20 marzo 2004. Antologia poetica, Azienda Provinciale Turismo, Catania, 2005, a cura di Biagio Guerrera- Giovanni Miraglia - Angelo Scandurra
- Lo scirocco e l'Etna. Voci e forme a Catania nel '900, Maimone, Catania, 2005, a cura di Angelo Scandurra
- Percorsi della memoria nella provincia letteraria del Verga. Brani scelti dai nostri autori, 2006, a cura di Angelo Scandurra
- Voci del mondo. Festival internazionale di poesia. Catania 21/22 marzo 2005. Antologia poetica, Azienda Provinciale Turismo, Catania, 2006, a cura di Biagio Guerrera-Giovanni Miraglia - Angelo Scandurra
- Ettore Majorana a cento anni dalla nascita. Nei giorni della scomparsa, Azienda Provinciale Turismo, Catania, 2006, a cura di Giovanni Miraglia - Angelo Scandurra
- Ducezio, Provincia Regionale, Catania, 2007, adattamento e testi di Angelo Scandurra, disegni di Totò Calì
- Voci del mondo. Festival internazionale di poesia. L'Europa Atlantica e del Nord. Catania 17/18 marzo 2006. Antologia poetica, Azienda Provinciale Turismo, Catania, 2007, a cura di Biagio Guerrera - Giovanni Miraglia - Angelo Scandurra
- I girasoli del girasole. Vent'anni di risvolti culturali, Il Girasole, Valverde (CT), 2008, a cura di Angelo Scandurra
- Rita Caramma, Retrospettive dell'inquietudine, Zona, Civitella in Val di Chiana (AR), 2008, prefazione di Alberto Cappi, nota di Angelo Scandurra
- Le lucciole di Tonino Guerra, Provincia, Catania, 2008, a cura di Rita Giannini - Rita Ronconi - Angelo Scandurra
- Voci del mondo. Festival internazionale di poesia. Voci migranti. Catania 27 aprile 2007. Antologia poetica, Azienda Provinciale Turismo, Catania, 2008, a cura di Biagio Guerrera - Giovanni Miraglia - Angelo Scandurra
- Un velo d'altra ruggine. Piero Vignozzi, A & B, Roma-Acireale (CT), 2009, ISBN 88-7728-254-1, a cura di Antonio Sarnari, poesie di Vincenzo Crapio e Angelo Scandurra
- Leonardo Sciascia, Due cartoline dal mio paese, Amici di Leonardo Sciascia, Milano, 2009, testi di Roberto Roversi - Angelo Scandurra, incisioni di Rodolfo Ceccotti - Federica Galli - Piero Guccione - Nunzio Gulino - Carla Horat - Edo Janich - Giuseppe Modica - Roberto Stelluti
- Auguri don Gesualdo. Un docufilm di Franco Battiato su Gesualdo Bufalino, Bompiani, Milano, 2010
- Paolo Tesi, Pinocchio mangia Pinocchio, Bandecchi e Vivaldi, Pontedera, 2010, a cura di Angelo Scandurra
- Riccardo Di Salvo-Claudio Marchese, Sorelle d'Italia, Libreria Croce, Roma, 2011-2013, prefazione di Angelo Scandurra
- Manlio Sgalambro, Dal ciclo della vita, Il Girasole, Valverde (CT), 2014, risvolto di Angelo Scandurra, litografia di Franco Battiato
- Somiglia. Ecco tutto, Amici di Leonardo Sciascia, Milano, 2014, testi di Francesco Matteo Cataluccio - Angelo Scandurra, incisioni di Assadour - Rodolfo Ceccotti - Carla Horat - Carla Tolomeo
- Diavolo, la volta del sogno, Lia Rossi e Antonio Contiero, Incontri Edizioni, Catania, 2015, Poesie - introduzione Angelo Scandurra, all'interno fotografie di Antonio Contiero e Lia Rossi (tiratura limitata a 50 es. numerati)
- Salvatore Massimo Fazio, Regressione suicida. Dell'abbandono disperato di Emil Cioran e Manlio Sgalambro. Bonfirraro edizioni - contributo poetico d'apertura di Angelo Scandurra